# 無敵の人 (きづきあきらとサトウナンキの漫画)
『無敵の人』（むてきのひと、英語: I have nothing to love.）は、きづきあきら・サトウナンキによる日本の漫画作品。『月刊アクション』（双葉社）にて、2019年3月号から2020年6月号まで連載された。
仮想現実とVRゴーグルが普及した未来の日本で、「無敵の人（失うものが何もない人）」が犯罪を起こす兆候をAIが判定し、無敵の人を犯罪を犯す前に処分することを使命にした人間を主役にしたSF漫画。「無敵の人対無敵の人」の描写を取り入れたバトル漫画の要素もある。コミックナタリーでは「クライムサスペンス」と紹介された。

## あらすじ
高瀬いのりは普通の女子高生。しかし、引きこもりの兄から性的暴行を含む凄惨な虐待を受けていた。ある日、ニルと名乗る謎の男が現れ、いのりの兄を殺害する。ニルはいのりに「兄は無差別殺人を企てていたためにAIに危険視されていた」と説明し、殺人行為を正当化する。いのりはその後、ニルの協力者となり、AIの判定だけではわからない無敵の人の処分の最終判断を行うよう命令される。

## 登場キャラクター
高瀬いのり（たかせ いのり）
本作の主人公。女子高生。腹部に兄によってつけられた罵詈雑言の文章の傷跡が残っている。
ニル<コードネーム> / 零（れい）<本名>
本作におけるキーマン。無敵の人を殺害する男。彼もまた失うもののない無敵の人である。幼少期に虐待を受けて育った過去を持つ。
青山陽子（あおやま ようこ）
通称おばさん。双子の姉弟で跡継ぎの息子・月彦を常に優先する歪んだ家庭に生まれ、女だという理由で大学進学もできず就職して家を出た。しかし月彦が大学卒業後にブラック企業に就職後すぐに退職して引きこもりになってしまい、30年が経過する。月彦が犯罪を犯しそうだとAIに判断されニルが赴くが、彼が暗殺に失敗したため取っ組み合いになっているうちに斧を手に取り、月彦を殺害。
小田嶋紗良（おだじま さら）
女子中学生。父親から性的虐待を受けている可能性があるとしていのりはこの子が無敵の人だと判断するが、話し合えばわかりあえると考え見逃す。結果、彼女は同級生13人と担任教師を毒で殺害する。殺人犯が女の子ということでネット上では英雄視する人々が続出、後述の愛花もその一人である。
米田愛花（よねだ まなか）
いのりの高校の同級生で親友。愛称はまあちゅん。高校で容姿を理由にいじめを受け引きこもりになってしまう。紗良に影響されて犯行を準備していたところをAIに検知され、今度こそ見逃しはしないと決意したいのりによって苦悩の末に殺害される。
シューニャ
ビッグデータをもとに殺人を指示する人工知能 (AI)。元々は地方自治体の少子化対策のために婚活AIとして作られたものだが、結婚するのにふさわしくない相手の排除を学習するうちに「犯罪予測」を当てるようになるまで成長した。しかし実際に事件が起きないと予測を証明できないために、正式に犯罪を止めるために採用されることはなかった。それでも諦めなかった内閣官房長官の北大路光晴がこのAIを都合よく利用し、無敵の人を殺すように仕組む。
シロウサギ
シューニャに対抗するために嘉門遥人が作ったAI。シューニャシステム陣営とシロウサギシステム陣営に別れて殺し合うことになる。
嘉門遥人（かもん はると）

## 書誌情報
- きづきあきら・サトウナンキ『無敵の人』双葉社〈アクションコミックス〉、全3巻
  1. 2019年8月8日発売[5]、ISBN 978-4-575-85336-0
  2. 2019年12月12日発売[6]、ISBN 978-4-575-85394-0
  3. 2020年5月12日発売[7]、ISBN 978-4-575-85445-9